# De Oestersgang

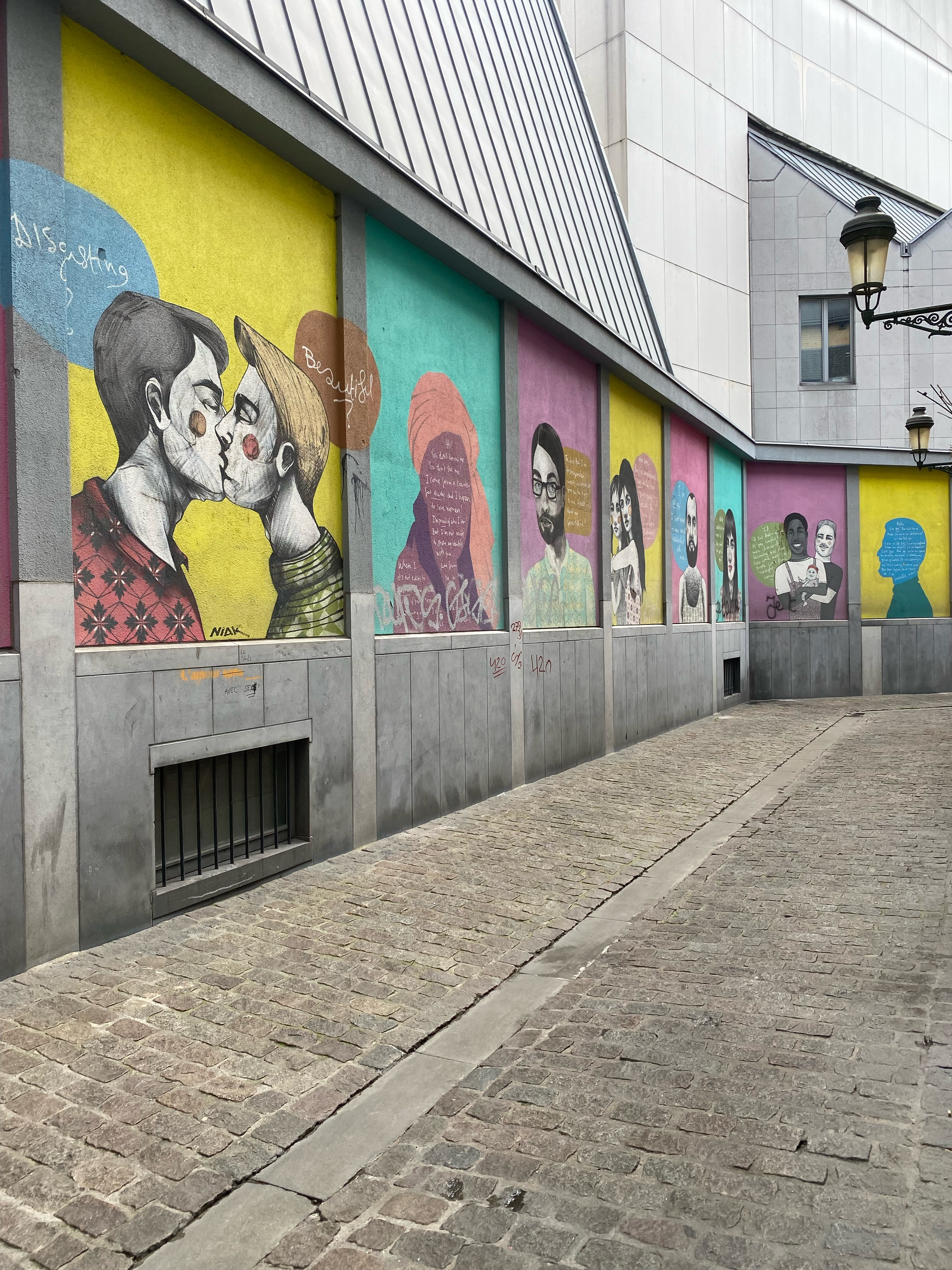
De Lollepotstraat, grenzend aan de Oestersgang

De Oestersgang, in het Frans Impasse aux Huîtres en in de Brusselse volksmond ook wel Mosselgat genoemd, is een straat van 206 meter lang in het westen van Brussel. De straat bevindt zich achter de muren van de concertzaal Ancienne Belgique, aan het Jo Coxplein. Het grenst aan de Kolenmarkt (rue du Marché au Charbon), de Lollepotstraat (rue de la Chaufferette) en de Madrillegang (Impasse Madrille).

## Oorsprong van de Brusselse gangen
In de 19e eeuw waren er in Brussel op het hoogtepunt bijna 400 gangen, sommige daarvan beschikten over een toegangshek of leiden tot een koer. De gangen zijn ontstaan door de uitbreiding van de stad en zijn industrie, daardoor ontstond er een groot gebrek aan onderdak voor ambachtslui, arbeiders en helpers. De leefomstandigheden in de 19e-eeuwse Brusselse steegjes waren erbarmelijk, mensen zaten samengedrukt in kleine leefruimtes en deelden latrines op straat. In 1866 woonde ca. 20% van de Brusselse stadsbevolking, dat waren ongeveer 27.000 mensen, in gangen of koertjes. 
In datzelfde jaar beschikte de Oestersgang nog over 16 huisjes waar een totaal van 162 personen woonden; in 1978 werden de laatste vijf huizen gesloopt waardoor er geen sprake meer is van een gang. Die huizen verdwenen vooral door de gevolgen van de werkzaamheden voor de overwelving van de Zenne. In 1910 daalde het aantal bewoners in de gangen tot 5% van de stadsbevolking, dat vertaalt zich in ongeveer 10.600 mensen. Een groot deel van de gangen die overbleven behielden hun naam.

## Mosselgat
Toen de rivier de Zenne nog tot in het stadscentrum kwam, vormde de Oestersgang een aanlegplaats voor boten om hun mosselen te lossen. Daarom heette het voor 1851, Mosselgat of Trou aux Moules. 

## Recente geschiedenis
De gang is bij de Brusselaars ook bekend omwille van zijn notoire stadslegende. In die legende gaat het over een verslaafde die gestorven is door een overdosis en begraven zou liggen in de Oestersgang. Door een tekortkoming van onderhoud in combinatie met de afzonderlijke ligging van de gang, werd het eind jaren 80/90 van de 20e eeuw gradueel een ontmoetingsplaats voor drugsverslaafden.
Op 1 maart 2012 keurde het Brussels Hoofdstedelijk Gewest het plan van de stad Brussel goed om het terrein te onteigenen om het om te vormen van parking in een groene zone.